# Lamellisabella zachsi
Lamellisabella zachsi är en ringmaskart som beskrevs av Ushakov 1933. Lamellisabella zachsi ingår i släktet Lamellisabella och familjen skäggmaskar. Inga underarter finns listade i Catalogue of Life.